# Djalma Vieira Passos
Djalma Vieira Passos (Boca do Acre, 19 de julho de 1923 — Rio de Janeiro, 18 de junho de 1990) foi um policial militar, advogado, jornalista, escritor e político brasileiro, que foi deputado federal pelo Amazonas.

## Dados biográficos
Filho de Diomedes Vieira Passos e Joana Crispim de Sousa. Em 1943 ingressou na Polícia Militar do Amazonas, onde ficou por doze anos. Formado advogado pela Universidade Federal do Amazonas, foi escritor e jornalista e nessa condição foi editor do Jornal do Commercio. Filiado ao PSD, foi eleito vereador em Manaus em 1954 e deputado estadual pelo Amazonas em 1958.
Eleito deputado federal pelo PL em 1962, entrou no MDB após a outorga do bipartidarismo pelo Regime Militar de 1964 e falhou ao buscar novos mandatos em 1966 e 1970. A convite do prefeito Wadjô Gomide, assumiu a Coordenação de Desenvolvimento de Brasília (CODEBRÁS) em 1967 e nela permaneceu dois anos. Mesmo ingressando na ARENA, foi novamente derrotado ao candidatar-se a deputado federal em 1974. Secretário de Justiça no governo de Enoque Reis, disputou uma vaga de senador numa sublegenda arenista em 1978 e foi realocado como segundo suplente ao final da contenda.
Presidente do diretório estadual do PDS, chegou a disputar o Palácio Rio Negro em 1986 quando figurou em último lugar numa disputa vencida por Amazonino Mendes.